# Kommunalvalet i Pajala 2002
Kommunalvalet i Pajala 2002 hölls den 15 september 2002, samtidigt som riksdags- och landstingsvalet.

## Kommunalvalet
| Parti                | Parti                | Röster        | Röster | Röster | Mandatfördelning | Mandatfördelning |
| Parti                | Parti                | Antal         | %      | +− %   | Antal            | +−               |
| -------------------- | -------------------- | ------------- | ------ | ------ | ---------------- | ---------------- |
|                      | Socialdemokraterna   | 1 563         | 35,7   | -3,9   | 12               | -1               |
|                      | Vänsterpartiet       | 1 127         | 25,7   | +3,1   | 9                | +1               |
|                      | Kristdemokraterna    | 528           | 12,0   | +3,2   | 4                | +1               |
|                      | Centerpartiet        | 312           | 7,1    | +1,2   | 2                | +-0              |
|                      | S-Alternativet       | 292           | 6,6    | -4,9   | 2                | -2               |
|                      | Moderaterna          | 257           | 5,8    | -0,8   | 2                | +-0              |
|                      | Miljöpartiet         | 116           | 2,6    | +2,5   | 1                | +1               |
|                      | Kommunisterna        | 98            | 2,2    | +-0    | 1                | +-0              |
|                      | Folkpartiet          | 73            | 1,6    | -0,4   | 0                | —                |
|                      | Övriga partier       | 10            | 0,2    | —      | 0                | —                |
| Antal giltiga röster | Antal giltiga röster | 4 376         | 100    | —      | 33               | —                |
| Ogiltiga röster      | Ogiltiga röster      | 71            |        |        |                  |                  |
| Totalt               | Totalt               | 4 447 (76,1%) |        |        |                  |                  |